# Scylla (Prison Break)
Scylla omvat de geheimen van de Company en wordt beveiligd door middel van zes geheugenkaarten in het vierde seizoen van Prison Break. Er staat informatie op over technologische ontwikkelingen. Het is tevens de naam van de eerste aflevering van het vierde seizoen.
Michael, Lincoln, Sucre, Sara, Bellick, Mahone en Roland proberen Scylla te bemachtigen in opdracht van Don Self een agent die voor Homeland Security werkt.

## Inhoud van Scylla
Scylla bevat informatie over nieuwe technologie en hoe die te ontwikkelen. Onderdeel hiervan is bijvoorbeeld BArGaIn. Dit houdt in dat als je de elementen Boor, Argon, Gallium en Indium in een zonnecel stopt, een vrijwel onuitputtelijke bron van energie kan worden gecreëerd. Ook staat er informatie op over zeer efficiënte zonnepanelen.
Ook vooruitstrevende wapentechnologie staat op Scylla. Cristina Scofield probeert deze technologie te verkopen en daarmee een oorlog te provoceren tussen India en China. Jonathan Krantz realiseert zich echter dat heel veel andere landen zich hiermee zullen bemoeien en wil Scylla daarom in handen van de Company houden.

## Scylla
In Scylla bemachtigt James Whistler een geheugenkaart in opdracht voor de Company. Deze geheugenkaart was gestolen en moest teruggebracht worden door de Company. Whistler licht The Company echter op door de kaart te kopiëren en door te geven aan de kaarthouder. Hij is van plan om met deze kaart, waarvan hij denkt dat het Scylla in zijn geheel is, de Company neer te halen met de hulp van Michael. Hij wordt echter later vermoord terwijl hij met hem staat te praten en de kaart wordt meegenomen door James Wyatt, een Company agent.
Michael, Lincoln, Sara, Sucre, Bellick en Mahone moeten samen ervoor zorgen dat Scylla wordt bemachtigd. In ruil daarvoor worden ze vrijgesproken van hun misdaden en hoeven dus geen gevangenisstraf uit te zitten.

## Breaking & Entering
Ze gaan als eerste achter dezelfde kaart aan die Whistler had 'gestolen'. Mahone herinnerde zich de chauffeur van de kaarthouder. De naam van die kaarthouder is Stuart Tuxhorn. Een crewlid die door Don Self is toegevoegd aan Michael en zijn vrienden, genaamd Roland, heeft een apparaat uitgevonden, dat alle data binnen zijn bereik 'opzuigt'. Met behulp van dit apparaat downloaden ze de informatie van de kaart. Wanneer Roland de data probeert te hacken, blijkt dat deze kaart slechts een deel is. Gezien het feit dat het mythologische monster Scylla zes koppen heeft, bestaat Scylla uit zes kaarten.

## Shut Down
Na het bemachtigen van de eerste kaart gaan Michael en zijn crew op zoek naar een andere kaart. Michael komt er uiteindelijk achter dat er een bijeenkomst was van alle zes kaarthouders. Hij filmde dit met zijn mobiel. Dit overreedde Don Self om op zichzelf door te gaan met de missie, waar besloten was door zijn superieuren dat het niet door zou gaan.

## Eagles & Angels
Na het onderzoeken van de video gaan Michael en de rest achter de tweede kaart aan in Eagles & Angels. In eerste instantie denken ze dat de tweede kaarthouder een Turkse man uit het Turkse consulaat is, genaamd Erol Tabak. Wanneer ze de data aan het kopiëren zijn stopt het kopiëren ineens, omdat de echte kaarthoudster, Lisa Tabak, de vrouw van Erol, uit de auto is gestapt.
Later op dezelfde dag gaat Lisa Tabak naar een bijeenkomst van de Eagles & Angels. Eagles zijn agenten die tijdens dienst omkomen en Angels zijn hun nabestaanden. Het was een bijeenkomst van de organisatie van politieagenten die geld inzamelen voor de omgekomen agenten en hun nabestaanden. Michael, Lincoln en Mahone komen in politie-uniform op de bijeenkomst en leggen de mobiele telefoon van Roland onder de tafel van Lisa. Lisa blijkt echter te moeten gaan. Ondertussen heeft een bodyguard van Lisa Lincoln opgemerkt tijdend de minuut stilte, toen iedereen zijn pet of hoed af moest doen. Lincoln rent weg en wordt uiteindelijk gepakt. Bellick redt hem door de bodyguard te steken. Lincoln maakt het af en de bodyguard is dood.
Mahone en Michael maken gebruik van dit feit en houden haar tegen als ze naar buiten wil gaan. Michael kan zo twee minuten bij haar staan. Het lukt hun om de data te kopiëren. Ze kunnen ook wegkomen met de 'moord' op haar bodyguard.